# Right Livelihood Award

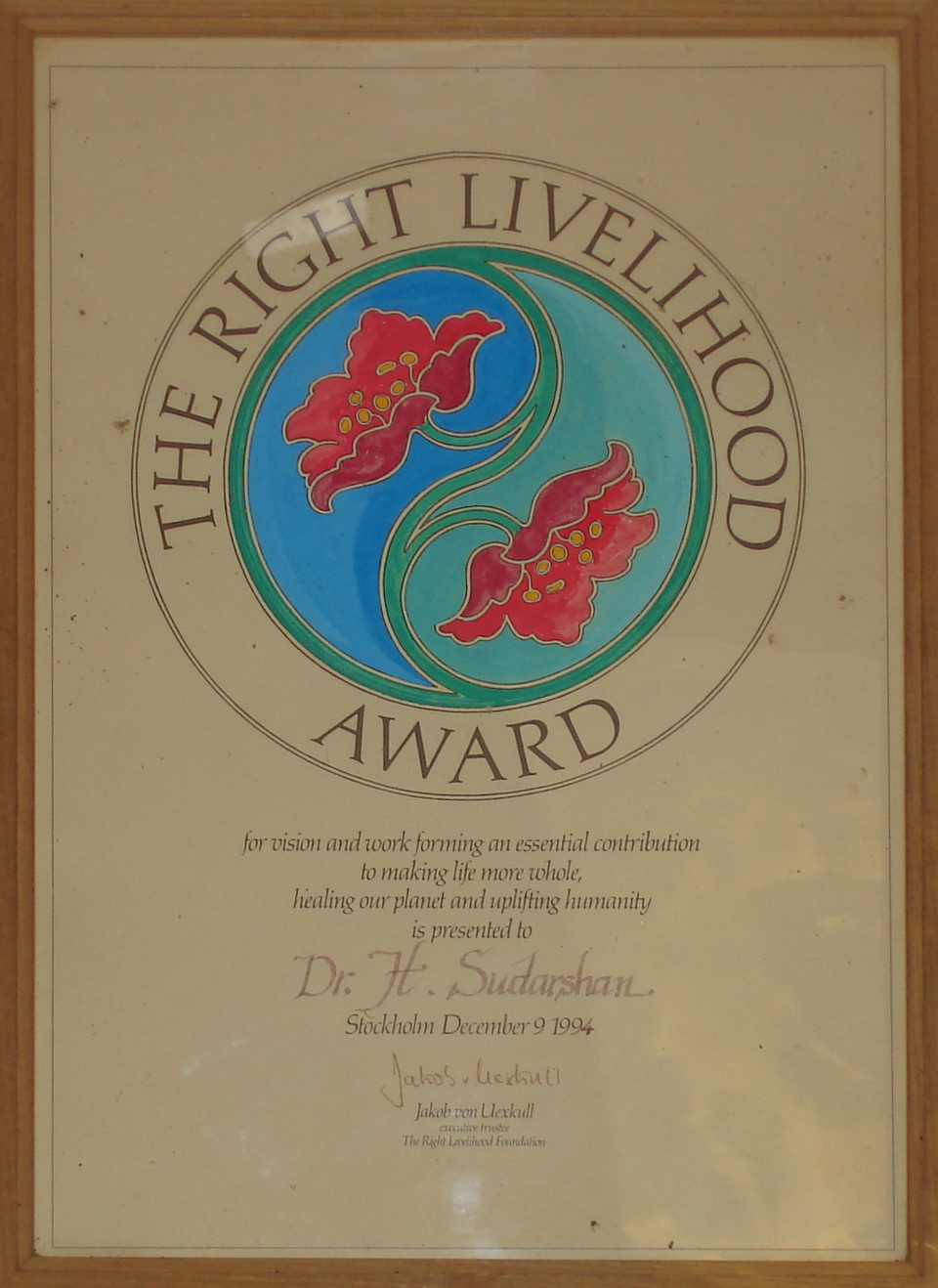
Right Livelihood Award

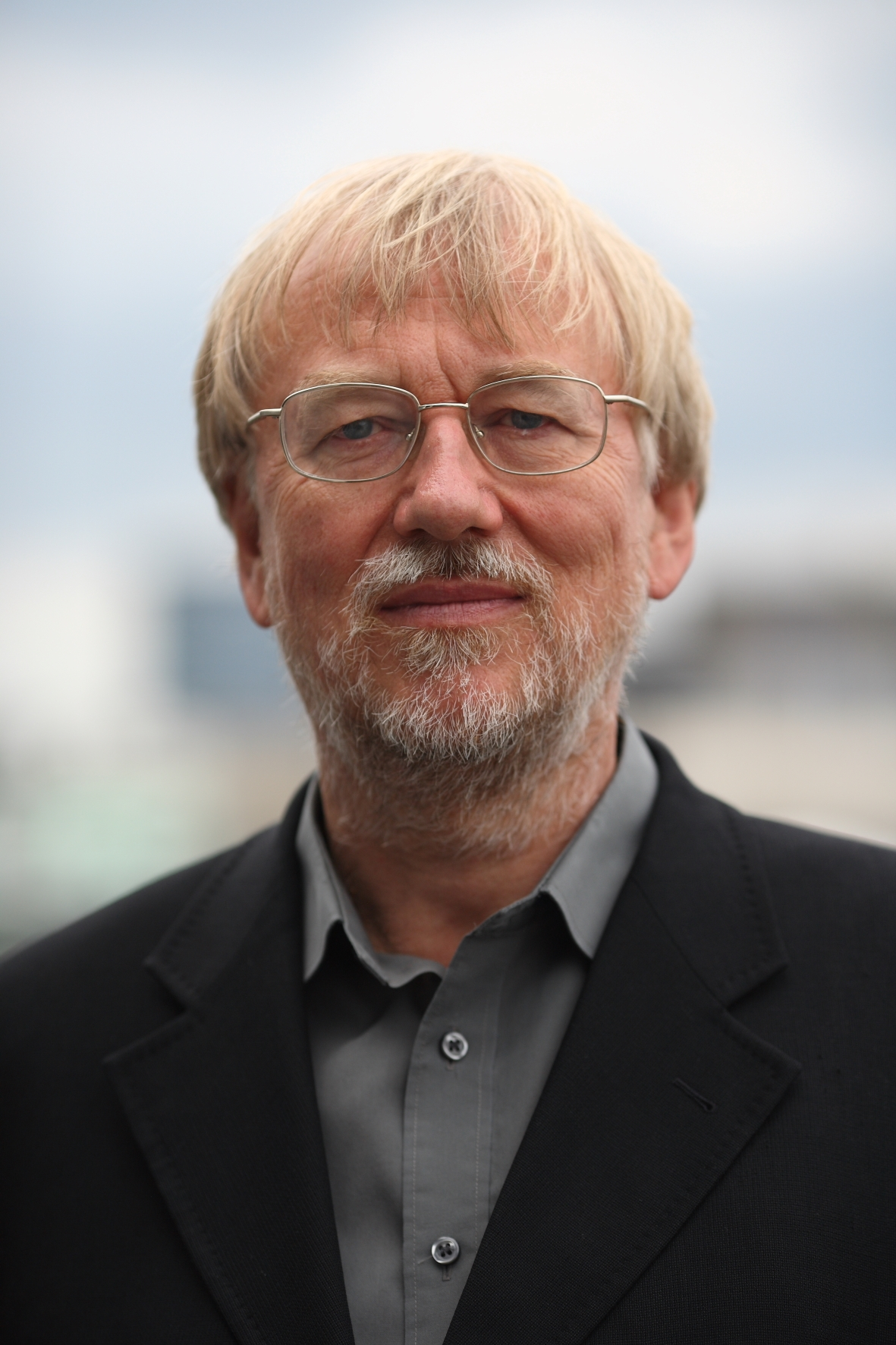
Jakob von Uexküll – fundator nagrody

Right Livelihood Award – nagroda ufundowana w 1980 przez szwedzkiego pisarza i filantropa Jakoba von Uexkülla, przyznawana co roku osobom „pracującym nad praktycznymi i godnymi naśladowania rozwiązaniami najbardziej pilnych wyzwań, przed którymi staje dzisiaj świat”. Międzynarodowe jury przyznaje co roku zwykle cztery nagrody osobom lub instytucjom działającym na rzecz ochrony środowiska, praw człowieka, zrównoważonego rozwoju, edukacji, pokoju itp. Każdy z laureatów otrzymuje nagrodę w wysokości około 55 tys. euro (nie dotyczy to laureatów nagrody honorowej). Nagroda bywa nazywana „alternatywną Nagrodą Nobla”.

## Laureaci
| Rok  | Wyróżniony                                                                     | Kraj                                      | Uzasadnienie |
| ---- | ------------------------------------------------------------------------------ | ----------------------------------------- | --- |
| 1980 | Hasan Fathi                                                                    | Egipt                                     | za koncepcje przedstawione w książce Architektura dla biednych |
| 1980 | Plenty International Stephen Gaskin                                            | Stany Zjednoczone/ · Lesotho/ · Gwatemala | za programy pomocowe skierowane dla potrzebujących zarówno w krajach bogatej Północy, jak i biednego Południa |
| 1981 | Mike Cooley                                                                    | Wielka Brytania                           | za promowanie wytwórczości skoncentrowanej na człowieku |
| 1981 | Bill Mollison                                                                  | Australia                                 | za projekt permakultury, zakładający niskie nakłady energii oraz wysokie plony |
| 1981 | Patrick van Rensburg Education with Production                                 | Botswana/ · Południowa Afryka             | za rozwój projektów edukacyjnych w krajach Trzeciego Świata |
| 1982 | Eric Dammann Future in Our Hands                                               | Norwegia                                  | nagroda honorowa za ograniczanie konsumpcji w celu zmniejszenia wpływ człowieka na środowisko i wspierania ubogich |
| 1982 | Anwar Fazal Consumer Interpol                                                  | Malezja                                   | za walkę o prawa konsumentów |
| 1982 | Petra Kelly                                                                    | RFN                                       | za nową wizję wiążącą ekologię z problemami rozbrojenia, sprawiedliwości społecznej i prawami człowieka |
| 1982 | PIDA                                                                           | Sri Lanka                                 | za promowanie oddolnych inicjatyw rozwojowych |
| 1982 | George Trevelyan Wrekin Trust                                                  | Wielka Brytania                           | za rozwój duchowości |
| 1983 | Leopold Kohr                                                                   | Austria                                   | nagroda honorowa za inspirację dla koncepcji powrotu do życia w małych społecznościch |
| 1983 | wódz Ibedul Gibbons i mieszkańcy Palau                                         | Palau                                     | za wysiłki dla utrzymania zakazu prób jądrowych i składowania odpadów nuklearnych |
| 1983 | Amory i Hunter Lovinsowie Rocky Mountain Institute                             | Stany Zjednoczone                         | za promowanie zmniejszania zużycia energii |
| 1983 | Manfred Max-Neef, CEPAUR                                                       | Chile                                     | za działania na rzecz rewitalizacji małych i średnich społeczności lokalnych |
| 1984 | Imane Khalifeh                                                                 | Liban                                     | nagroda honorowa za stworzenie w Bejrucie społecznego ruchu na rzecz pokoju |
| 1984 | Self-Employed Women’s Association (SEWA) Ela Bhatt                             | Indie                                     | za organizowanie samozatrudnionych kobiet w walce o bezpieczeństwo socjalne |
| 1984 | Winefreda Geonzon FREE LAVA – Free Legal Assistance Volunteers’ Association    | Filipiny                                  | za wspieranie więźniów i pomoc w powrocie do życia społecznego |
| 1984 | Wangari Maathai – Green Belt Movement                                          | Kenia                                     | za wspieranie społeczności lokalnych w odtwarzaniu lasów |
| 1985 | Theo van Boven                                                                 | Holandia                                  | nagroda honorowa za działalność na rzecz praw człowieka |
| 1985 | Cary Fowler, Pat Mooney Rural Advancement Fund International                   | Stany Zjednoczone/ · Kanada               | za ochronę światowego dziedzictwa genetycznego roślin |
| 1985 | Lokayan, Rajni Kothari                                                         | Indie                                     | za tworzenie sieci inicjatyw lokalnych poprzez program „Dialog Ludzi” |
| 1985 | Duna Kör                                                                       | Węgry                                     | za działalność na rzecz ochrony wód Dunaju |
| 1986 | Robert Jungk                                                                   | Austria                                   | nagroda honorowa za działania na rzecz pokoju i ekologii |
| 1986 | Rosalie Bertell Alice Stewart                                                  | Kanada · Wielka Brytania                  | za pionierskie badania nad negatywnym skutkami niskiego promieniowania |
| 1986 | Grupa Rozwoju Ekologicznego Ladakh                                             | Indie                                     | za promowanie tradycyjnych kultur Ladakhu |
| 1986 | Evaristo Nugkuag – AIDESEP                                                     | Peru                                      | za obronę praw ludów Amazonii |
| 1987 | Johan Galtung                                                                  | Norwegia                                  | nagroda honorowa za zainicjowanie badań nad pokojem |
| 1987 | Ruch Chipko                                                                    | Indie                                     | za ochronę lasów himalajskich |
| 1987 | Hans-Peter Dürr Global Challenges Network                                      | RFN                                       | za badania nad pokojowym wykorzystaniem nowych technologii |
| 1987 | Institute for Food and Development Policy Frances Moore-Lappé                  | Stany Zjednoczone                         | za wskazanie politycznych i ekonomicznych przyczyn głodu na świecie |
| 1987 | Mordechaj Vanunu                                                               | Izrael                                    | za poświęcenie w ujawnieniu izraelskiego programu atomowego |
| 1988 | Międzynarodowe Centrum Badań i Rehabilitacji Ofiar Tortur Inge Genefke         | Dania                                     | nagroda honorowa za pomoc ofiarom tortur w odzyskaniu zdrowia i osobowości |
| 1988 | José Lutzenberger                                                              | Brazylia                                  | za wysiłki dla ochrony środowiska |
| 1988 | John F. Charlewood Turner                                                      | Wielka Brytania                           | za teorię i praktykę zrównoważonego rozwoju społeczności lokalnych |
| 1988 | Sahabat Alam Malaysia Mohammed Idris, Harrison Ngau i lud Penan                | Malezja                                   | za walkę w obronie lasów deszczowych Sarawaku |
| 1989 | Seikatsu Club Consumers' Cooperative                                           | Japonia                                   | nagroda honorowa za stworzenie biznesu opartego na współpracy, kontaktach międzyludzkich i ekologii |
| 1989 | Melaku Worede                                                                  | Etiopia                                   | za stworzenie jednego z największych banków nasion |
| 1989 | Aklilu Lemma i Legesse Wolde-Yohannes                                          | Etiopia                                   | za badania nad właściwościami niektórych afrykańskich roślin w walce z bilharcjozą |
| 1989 | Survival International                                                         | Wielka Brytania                           | za wsparcie dla ludów tubylczych |
| 1990 | Alice Tepper Marlin                                                            | Stany Zjednoczone                         | nagroda honorowa za moblizację konsumentów |
| 1990 | Bernard Lédéa Ouedraogo                                                        | Burkina Faso                              | za wsparcie dla ruchów samopomocy pasterzy Afryki Zachodniej |
| 1990 | Felicia Langer                                                                 | Izrael                                    | za obronę Palestyńczyków przed izraelskimi sądami wojskowymi |
| 1990 | Asociación de Trabajadores Campesinos del Carare                               | Kolumbia                                  | za dążenie do pokoju bez użycia przemocy |
| 1991 | Edward Goldsmith                                                               | Wielka Brytania                           | nagroda honorowa za pionierską pracę nad zwiększeniem świadomości ekologicznej |
| 1991 | Narmada Bachao Andolan                                                         | Indie                                     | za kampanię przeciw budowie największej zapory wodnej świata |
| 1991 | Bengt i Marie-Thérese Danielsson Jeton Anjain i mieszkańcy Rongelap            | Polinezja Francuska/ · Wyspy Marshalla    | za zaangażowanie się przeciwko francuskim i amerykańskim próbom nuklearnym na Pacyfiku |
| 1991 | Movimento dos Trabalhadores Rurais sem Terra Commissao Pastoral da Terra       | Brazylia                                  | za walkę o prawa rolników bez ziemi |
| 1992 | Finnish Village Action Movement                                                | Finlandia                                 | nagroda honorowa za wskazanie możliwości rewitalizacji obszarów wiejskich |
| 1992 | Gonoshasthaya Kendra i Zafrullah Chowdhury                                     | Bangladesz                                | za promowanie rozwiązań na rzecz lepszego dostępu do lekarstw |
| 1992 | Helen Mack Chang                                                               | Gwatemala                                 | za kampanię przeciwko bezkarności sprawców morderstw politycznych |
| 1992 | John Gofman i Ałła Jaroszyńska                                                 | Stany Zjednoczone/ · Ukraina              | za uświadamianie o skutkach katastrofy w Czarnobylu |
| 1993 | Arna Mer-Khamis – Care and Learning                                            | Izrael                                    | za poświęcenie dla ochrony i oświaty dzieci w Palestynie |
| 1993 | Organisation of Rural Associations for Progress (ORAP) Sithembiso Nyoni        | Zimbabwe                                  | za motywowanie swoich członków do pójścia własną drogą |
| 1993 | Vandana Shiva                                                                  | Indie                                     | za wsparcia dla kobiet i ekologii |
| 1993 | Mary i Carrie Dann                                                             | Stany Zjednoczone                         | za walkę o prawa ludu Szoszonów |
| 1994 | Astrid Lindgren                                                                | Szwecja                                   | nagroda honorowa za uświadomienie praw dzieci i szacunku dla ich indywidualności |
| 1994 | SERVOL (Service Volunteered for All)                                           | Trynidad i Tobago                         | za promocję wartości duchowych w budowaniu społeczeństwa |
| 1994 | Dr. H. Sudarshan VGKK (Vivekananda Girijana Kalyana Kendra)                    | Indie                                     | za wskazanie jak lokalna kultura może zapewnić prawa i potrzeby ludów tubylczych |
| 1994 | Ken Saro-Wiwa MOSOP (Movement for the Survival of the Ogoni People)            | Nigeria                                   | za pokojowe działania na rzecz praw ludu Ogoni |
| 1995 | András Biró Węgierska Fundacja na rzecz Samodzielności                         | Węgry                                     | za nowatorską pracę w środowisku Romów w Europie Wschodniej |
| 1995 | Serbska Rada Obywatelska                                                       | Bośnia i Hercegowina                      | za dążenie do zachowania wieloetnicznej i demokratycznej Bośni i Hercegowiny |
| 1995 | Carmel Budiardjo – TAPOL                                                       | Indonezja/ · Wielka Brytania              | za kampanię na rzecz praw człowieka w Indonezji i Timorze Wschodnim |
| 1995 | Sulak Sivaraksa                                                                | Tajlandia                                 | za jego wizję rozwoju demokracji |
| 1996 | Herman Daly                                                                    | Stany Zjednoczone                         | nagroda honorowa za rozwój klasycznej ekonomii z uwzględnieniem perspektywy etyki i ekologii |
| 1996 | Komitet Matek Żołnierzy Rosji                                                  | Rosja                                     | za zwrócenie uwagi na warunki w rosyjskich siłach zbrojnych oraz działania na rzecz zakończenia wojny w Czeczenii |
| 1996 | Kerala Sastra Sahithya Parishat                                                | Indie                                     | za rozwój oparty na ludziach w stanie Kerala |
| 1996 | George Vithoulkas                                                              | Grecja                                    | za ponowne odkrycie klasycznej homeopatii |
| 1997 | Joseph Ki-Zerbo                                                                | Burkina Faso                              | za przypomnienie historii Czarnej Afryki |
| 1997 | Jinzaburo Takagi i Mycle Schneider                                             | Japonia/ · Francja                        | za uświadomienie zagrożenia jakie stanowi pluton |
| 1997 | Michael Succow                                                                 | Niemcy                                    | za ochronę ważnych ekosystemów dla przyszłych pokoleń |
| 1997 | Cindy Duehring                                                                 | Stany Zjednoczone                         | za walkę z substancjami toksycznymi |
| 1998 | International Baby Food Action Network                                         |                                           | za kampanię na rzecz kobiet karmiących piersią |
| 1998 | Samuel Epstein                                                                 | Stany Zjednoczone                         | za aktywizację badań nad nowotworami wywoływanymi skażeniem środowiska |
| 1998 | Juan Pablo Orrego                                                              | Chile                                     | za przeciwstawienie się lobby hydroenergetycznemu |
| 1998 | Katarina Kruhonja i Vesna Terselic                                             | Chorwacja                                 | za działania na rzecz pojednania i pokoju na Bałkanach |
| 1999 | Hermann Scheer                                                                 | Niemcy                                    | nagroda honorowa za promowanie energii słonecznej |
| 1999 | Juan Garcés                                                                    | Hiszpania                                 | za wysiłki zmierzające do ukarania dyktatorów |
| 1999 | COAMA (Consolidation of the Amazon Region)                                     | Kolumbia                                  | za wskazania jak ludy tubylcze mogą poprawić warunki życia, zachowując swoją kulturę i powstrzymując niszczenie lasów deszczowych |
| 1999 | Grupo de Agricultura Organica                                                  | Kuba                                      | za rozwój rolnictwa organicznego |
| 2000 | Tewolde Berhan Gebre Egziabher                                                 | Etiopia                                   | za walkę o utrzymanie różnorodności biologicznej oraz obronę praw rolników i wspólnot tradycyjnych do zasobów genetycznych |
| 2000 | Munir                                                                          | Indonezja                                 | za odwagę w walce o prawa człowieka oraz cywilną kontrolę nad wojskiem w Indonezji |
| 2000 | Birsel Lemke                                                                   | Turcja                                    | za walkę o zaprzestanie wydobycia złota z pomocą cyjanku |
| 2000 | Wes Jackson                                                                    | Stany Zjednoczone                         | za dążenie do szerszego użytkowania roślin wieloletnich w rolnictwie ekologicznym |
| 2001 | José Antonio Abreu                                                             | Wenezuela                                 | za wprowadzanie muzyki do środowisk ubogich |
| 2001 | Gusz Szalom – Uri i Rachel Awneri                                              | Izrael                                    | za dążenie do pokoju i pojednania |
| 2001 | Leonardo Boff                                                                  | Brazylia                                  | za działalność w ubogich społecznościach na rzecz ochrony środowiska i sprawiedliwości społecznej |
| 2001 | Trident Ploughshares                                                           | Wielka Brytania                           | za wzór organizacji dążącej do likwidacji broni jądrowej |
| 2002 | Martin Green                                                                   | Australia                                 | nagroda honorowa za działania na rzecz rozwoju energii słonecznej |
| 2002 | Centre Jeunes Kamenge                                                          | Burundi                                   | za budowanie harmonijnego współżycia różnych grup etnicznych po latach wojny domowej |
| 2002 | Kvinna till Kvinna                                                             | Szwecja                                   | za wspieranie kobiet jako rzeczniczek pojednania i budowania pokoju |
| 2002 | Martín Almada                                                                  | Paragwaj                                  | za walkę ze stosowaniem tortur w Paragwaju oraz wspieranie procesów demokratyzacji w tym kraju |
| 2003 | David Lange                                                                    | Nowa Zelandia                             | nagroda honorowa za walkę o uwolnienie świata od broni jądrowej |
| 2003 | Walden Bello i Nicanor Perlas                                                  | Filipiny                                  | za edukowanie społeczeństwa obywatelskiego o wpływach globalizacji |
| 2003 | The Citizens' Coalition for Economic Justice                                   | Korea Południowa                          | za działalność na rzecz sprawiedliwości społecznej i dążenie do pojednania z Koreą Północną |
| 2003 | SEKEM                                                                          | Egipt                                     | za wzór działalności biznesowej XXI wieku |
| 2004 | Swami Agnivesh i Asghar Ali Engineer                                           | Indie                                     | nagroda honorowa za promowanie tolerancji i pokojowego współistnienia państw Azji Południowej |
| 2004 | Memoriał                                                                       | Rosja                                     | za odwagę w dokumentowaniu historii |
| 2004 | Bianca Jagger                                                                  | Nikaragua                                 | za szeroką działalność na rzecz praw człowieka i sprawiedliwości społecznej |
| 2004 | Raul Montenegro                                                                | Argentyna                                 | za działalność podejmowaną wraz ze społecznościami lokalnymi i ludami tubylczymi na rzecz ochrony środowiska |
| 2005 | Francisco Toledo                                                               | Meksyk                                    | nagroda honorowa za działania na rzecz ochrony i odnowy kulturowego dziedzictwa stanu Oaxaca |
| 2005 | Maude Barlow i Tony Clarke                                                     | Kanada                                    | za pracę na rzecz sprawiedliwego handlu i o prawo wolnego dostępu do wody |
| 2005 | First People of the Kalahari i Roy Sesana                                      | Botswana                                  | za opór przeciwko wysiedlaniu ludności z ich pierwotnych ziem oraz za obronę ich tradycyjnego stylu życia |
| 2005 | Irene Fernandez                                                                | Malezja                                   | za walkę z przemocą wobec kobiet oraz z wykorzystywaniem w pracy imigrantów i najuboższych |
| 2006 | Chico Whitaker                                                                 | Brazylia                                  | nagroda honorowa za pracę na rzecz sprawiedliwości społecznej i wsparcia demokracji w Brazylii oraz za wkład w organizację Światowego Forum Społecznego |
| 2006 | Daniel Ellsberg                                                                | Stany Zjednoczone                         | za działania na rzecz pokoju i ujawnienie prawdy o działaniach władz amerykańskich w czasie wojny wietnamskiej |
| 2006 | Ruth Manorama                                                                  | Indie                                     | za działania na rzecz praw kobiet pochodzących z najniższych kast |
| 2006 | Festival Internacional de Poesia de Medellín                                   | Kolumbia                                  | za pokazywanie, jak za pomocą poezji można walczyć ze strachem i przemocą |
| 2007 | Christopher Weeramantry                                                        | Sri Lanka                                 | za pionierskie działania na rzecz poszerzenia i umocnienia roli prawa międzynarodowego |
| 2007 | Dekha Ibrahim Abdi                                                             | Kenia                                     | za ukazywanie możliwości pojednania między ludźmi ponad różnicami religijnymi |
| 2007 | Percy i Louise Schmeiser                                                       | Kanada                                    | za odważną obronę różnorodności biologicznej i praw rolników oraz za sprzeciw wobec ekologicznych i moralnych wypaczeń aktualnej interpretacji prawa patentowego                                                                                               |
| 2007 | Grameen Shakti                                                                 | Bangladesz                                | za wniesienie trwałego światła i mocy do tysięcy banglijskich wiosek oraz promowanie zdrowia, wykształcenia i produktywności |
| 2008 | Krishnammal Jagannathan i Sankaralingam Jagannathan oraz ich organizacja LAFTI | Indie                                     | za pracę urzeczywistniania w praktyce głoszonej przez Gandhiego wizji sprawiedliwości społecznej i trwałego ludzkiego rozwoju |
| 2008 | Amy Goodman                                                                    | Stany Zjednoczone                         | za rozwój nowego modelu politycznie niezależnego dziennikarstwa i udostępnienie milionom ludzi alternatywnych opinii, często wykluczanych przez media głównego nurtu                                                                                           |
| 2008 | Asha Hagi                                                                      | Somalia                                   | za olbrzymią odwagę, z jaką przewodzi udziałowi kobiet w procesie budowy pokoju i pojednania w zniszczonym przez wojnę kraju |
| 2008 | Monika Hauser                                                                  | Niemcy                                    | za niestrudzone zaangażowanie w pomoc ofiarom przemocy seksualnej |
| 2009 | David Suzuki                                                                   | Kanada                                    | nagroda honorowa za działalność na rzecz społecznie odpowiedzialnego wykorzystania nauki i podnoszenie świadomości zagrożeń związanych ze zmianą klimatyczną                                                                                                   |
| 2009 | René Ngongo                                                                    | Kongo                                     | za obronę kongijskich lasów deszczowych |
| 2009 | Alyn Ware                                                                      | Nowa Zelandia                             | za edukację na rzecz pokoju i działalność na rzecz rozbrojenia nuklearnego |
| 2009 | Catherine Hamlin                                                               | Etiopia                                   | za poświęcenie w leczeniu ubogich afrykańskich kobiet |
| 2010 | Nnimmo Bassey                                                                  | Nigeria                                   | za ujawnienie pełnej prawdy o ekologicznym i ludzkim koszmarze towarzyszącym produkcji ropy i za działania na rzecz ruchu ekologicznego w Nigerii i na świecie                                                                                                 |
| 2010 | Erwin Kräutler                                                                 | Brazylia                                  | za obronę ludzkich i ekologicznych praw ludów tubylczych i za niestrudzone wysiłki na rzecz ocalenia puszczy amazońskiej |
| 2010 | Shrikrishna Upadhyay i organizacja Sappros                                     | Nepal                                     | za udowodnienie swą wieloletnią działalnością, że mobilizacja lokalnej społeczności pozwala zwalczyć biedę nawet w warunkach zagrożenia przemocą i niestabilnością polityczną                                                                                  |
| 2010 | Physicians for Human Rights (Izrael)                                           | Izrael                                    | za walkę o prawo do zdrowia dla wszystkich ludzi w Izraelu i Palestynie |
| 2011 | Huang Ming                                                                     | Chiny                                     | nagroda honorowa za sukcesy w badaniach nad przełomowymi technologiami wykorzystania energii słonecznej |
| 2011 | Jacqueline Moudeina                                                            | Czad                                      | za niestrudzoną i pełną poświęcenia walkę o sprawiedliwość dla ofiar dawnej dyktatury w Czadzie |
| 2011 | GRAIN                                                                          | świat                                     | za wspieranie społeczności rolniczych na całym świecie |
| 2011 | Ina May Gaskin                                                                 | Stany Zjednoczone                         | za propagowanie bezpiecznych, skoncentrowanych wokół kobiety metod porodu |
| 2012 | Hayrettin Karaca                                                               | Turcja                                    | nagroda honorowa za wieloletnie niestrudzone rzecznictwo i wspieranie ochrony przyrody, łączące skuteczną przedsiębiorczość z efektywnym aktywizmem |
| 2012 | Sima Samar                                                                     | Afganistan                                | za wieloletnie i odważne zaangażowanie w obronę praw człowieka, zwłaszcza praw kobiet, w jednym z najbardziej złożonych i niebezpiecznych regionów na świecie                                                                                                  |
| 2012 | Gene Sharp                                                                     | Stany Zjednoczone                         | za działania na rzecz rozwoju i wyrażania podstawowych zasad i strategii oporu bez przemocy oraz wspieranie ich praktycznego wdrażania w konfliktowych obszarach na całym świecie                                                                              |
| 2012 | Campaign Against Arms Trade                                                    | Wielka Brytania                           | za nowoczesną i skuteczną kampanię przeciwko światowemu handlowi bronią |
| 2013 | Denis Mukwege                                                                  | Demokratyczna Republika Konga             | za pełną odwagi pracę na rzecz kobiet, które doświadczyły wojennej przemocy seksualnej i za odważne mówienie o głębokich przyczynach tej przemocy |
| 2013 | Raji Sourani                                                                   | Palestyna                                 | za niezachwiane poświęcenie dla rządów prawa i praw człowieka w wyjątkowo trudnych warunkach |
| 2013 | Paul F. Walker                                                                 | Stany Zjednoczone                         | za niestrudzoną pracę, by uwolnić świat od broni chemicznej |
| 2013 | Hans Rudolf Herren i Biovision International                                   | Szwajcaria                                | za ekspercką wiedzę i pionierską pracę na rzecz promowania bezpiecznego, stabilnego i zrównoważonego globalnego zaopatrzenia w żywność |
| 2014 | Edward Snowden                                                                 | Stany Zjednoczone                         | nagroda honorowa (wspólnie z Alanem Rusbridgerem) za odwagę i umiejętności w demaskowaniu bezprecedensowego rozmiaru państwowej inwigilacji, która narusza fundamentalne demokratyczne procesy i gwarantowane konstytucyjnie prawa                             |
| 2014 | Alan Rusbridger                                                                | Wielka Brytania                           | nagroda honorowa (wspólnie z Edwardem Snowdenem) za stworzenie organizacji medialnej poczuwającej się do odpowiedzialnego dziennikarstwa w interesie opinii publicznej, i która pomimo wielkich oporów demaskuje nielegalne działania przedsiębiorstw i państw |
| 2014 | Bill McKibben i 350.org                                                        | Stany Zjednoczone                         | za mobilizację rosnącego społecznego poparcia w USA i na całym świecie na rzecz zdecydowanych działań dla przeciwstawienia się groźbie globalnej zmiany klimatu                                                                                                |
| 2014 | Asma Jahangitr                                                                 | Pakistan                                  | za obronę, ochronę i promocję praw człowieka w Pakistanie i poza nim, nierzadko w bardzo trudnych i złożonych sytuacjach i przy wielkim ryzyku osobistym |
| 2014 | Basil Fernando i AHRC                                                          | Hongkong                                  | za niestrudzoną i wybitną pracę na rzecz wspierania i dokumentowania realizacji praw człowieka w Azji |
| 2015 | Tony de Brum                                                                   | Wyspy Marshalla                           | nagroda honorowa za działania przeciwko zmianom klimatu i na rzecz rozbrojenia nuklearnego |
| 2015 | Sheila Watt-Cloutier                                                           | Kanada                                    | za działania na rzecz praw Inuitów w Arktyce |
| 2015 | Kasha Nabagesera                                                               | Uganda                                    | za obronę praw LGBTI w Ugandzie |
| 2015 | Gino Strada i Emergency                                                        | Włochy                                    | za zapewnianie dostępu do opieki lekarskiej ofiarom wojen, min lądowych i głodu |
| 2016 | Syryjska Obrona Cywilna                                                        | Syria                                     | za niezwykłą odwagę, współczucie i humanitarne zaangażowanie w ratowanie cywilów przed zniszczeniami syryjskiej wojny domowej |
| 2016 | Mozn Hassan i Nazra for Feminist Studies                                       | Egipt                                     | za upominanie się o równość i prawa kobiet w warunkach nieustającej przemocy, nadużyć i dyskryminacji |
| 2016 | Swietłana Ganuszkina                                                           | Rosja                                     | za wiele dekad poświęcenia na rzecz promowania praw człowieka i sprawiedliwości dla uchodźców i przymusowych imigrantów oraz tolerancji między różnymi grupami etnicznymi                                                                                      |
| 2016 | Cumhuriyet                                                                     | Turcja                                    | za nieustraszone dziennikarstwo śledcze i przywiązanie do wolności słowa w obliczu opresji, cenzury, więzienia i gróźb śmierci |
| 2017 | Robert Bilott                                                                  | Stany Zjednoczone                         | za wywalczenie sprawiedliwości dla ofiar zanieczyszczeń chemicznych i ustanowienie precedensu da skutecznej regulacji ryzykownych substancji |
| 2017 | Colin Gonsalves                                                                | Indie                                     | za nowatorskie zastosowanie powództwa w interesie publicznym w celu ochrony podstawowych praw człowieka najbardziej wykluczonych obywateli Indii |
| 2017 | Xədicə İsmayılova                                                              | Azerbejdżan                               | za najwyższej próby dziennikarstwo śledcze, ujawniające korupcję na najwyższych szczeblach władzy |
| 2017 | Yetnebersh Nigussie                                                            | Etiopia                                   | za inspirującą pracę na rzecz praw osób z niepełnosprawnościami |
| 2018 | Thelma Aldana, Iván Velásquez                                                  | Gwatemala/ · Kolumbia                     | nagroda honorowa za nowatorskie działania na rzecz ujawniania nadużyć władzy i ścigania korupcji, a tym samym odbudowy zaufania ludzi do instytucji publicznych                                                                                                |
| 2018 | Abdullah al-Hamid, Mohammad Fahad al-Qahtani, Walid Abu al-Chair               | Arabia Saudyjska                          | za inspirowane uniwersalnymi zasadami praw człowieka wizjonerskie i odważne wysiłki zreformowania totalitarnego systemu politycznej Arabii Saudyjskiej |
| 2018 | Yacouba Sawadogo                                                               | Burkina Faso                              | za przemianę jałowej ziemi w las i udowodnienie, że rolnicy mogą regenerować gleby dzięki nowatorskiemu zastosowaniu lokalnej wiedzy tubylczej |
| 2018 | Tony Rinaudo                                                                   | Australia                                 | za udowodnienie, że wysuszoną ziemię można przy niewielkich nakładach zazieleniać na dużą skalę, poprawiając byt milionów ludzi |
| 2019 | Aminatou Haidar                                                                | Sahara Zachodnia                          | za konsekwentne i wolne od przemocy działanie, pomimo więzienia i tortur, na rzecz sprawiedliwości i prawa do samostanowienia dla społeczeństwa Sahary Zachodniej                                                                                              |
| 2019 | Guo Jianmei                                                                    | Chiny                                     | za pionerską i niestrudzoną pracę na rzecz zapewnienia praw kobiet w Chinach |
| 2019 | Greta Thunberg                                                                 | Szwecja                                   | za inspirowanie i nadanie rozgłosu żądaniom pilnych działań w celu ratowania klimatu, w zgodzie z faktami naukowymi |
| 2019 | Davi Kopenawa i Hutukara Associação Yanomami                                   | Brazylia                                  | za odwagę i determinację w upominaniu się o ochronę lasów i bioróżnorodności w Amazonii, a także ziemi i kultur jej ludów tubylczych |
| 2020 | Nasrin Sotude                                                                  | Iran                                      | za nieustraszony aktywizm i podejmowanie ogromnego osobistego ryzyka w imię wolności politycznej i praw człowieka w Iranie |
| 2020 | Bryan Stevenson                                                                | Stany Zjednoczone                         | za inspirujące działania na rzecz reformy systemu sądownictwa karnego w Stanach Zjednoczonych i dążenie do rasowego pojednania w obliczu historycznej traumy                                                                                                   |
| 2020 | Lottie Cunningham Wren                                                         | Nikaragua                                 | za konsekwentne zaangażowanie w ochronę tubylczych wspólnot i ziemi przed eksploatacją i rabunkiem |
| 2020 | Aleś Bialacki                                                                  | Białoruś                                  | za niewzruszoną walkę o urzeczywistnienie demokracji i praw człowieka na Białorusi |
| 2021 | Marthe Wandou                                                                  | Kamerun                                   | za stworzenie opartego na społeczności modelu ochrony dzieci w obliczu działań zbrojnych terrorystów i przemocy ze względu na płeć w regionie jeziora Czad w Kamerunie                                                                                         |
| 2021 | Legal Initiative for Forest and Environment                                    | Indie                                     | za nowatorską działalność prawniczą, dzięki której społeczności zyskują moc chronienia swoich zasobów w dążeniu do budowy w Indiach ekologicznej demokracji |
| 2021 | Vladimir Slivyak                                                               | Rosja                                     | za obronę środowiska i za wspieranie ognisk oddolnego sprzeciwu wobec przemysłu węglowego i jądrowego w Rosji |
| 2021 | Freda Huson                                                                    | Kanada                                    | za nieustraszone oddanie sprawie odbudowy kultury jej ludu i obrony ich ziemi przed katastrofalnym projektem budowy rurociągu |
| 2022 | Fartuun Adan i Ilwad Elman                                                     | Somalia                                   | Za promowanie pokoju, demilitaryzacji i praw człowieka w Somalii w obliczu terroryzmu i przemocy ze względu na płeć. |
| 2022 | Ołeksandra Matwijczuk/Centrum Wolności Obywatelskich                           | Ukraina                                   | Za budowanie trwałych instytucji demokratycznych na Ukrainie i modelowanie drogi do międzynarodowej odpowiedzialności za zbrodnie wojenne. |
| 2022 | Cecosesola                                                                     | Wenezuela                                 | Za ustanowienie sprawiedliwego i opartego na współpracy modelu gospodarczego jako solidnej alternatywy dla gospodarek nastawionych na zysk. |
| 2022 | Africa Institute for Energy Governance (AFIEGO)                                | Uganda                                    | Za ich odważną pracę na rzecz sprawiedliwości klimatycznej i praw społeczności naruszonych przez ekstraktywistyczne projekty energetyczne w Ugandzie. |